# Neophyllaphis brimblecombei
Neophyllaphis brimblecombei är en insektsart som beskrevs av Mary Carver 1971. Neophyllaphis brimblecombei ingår i släktet Neophyllaphis och familjen långrörsbladlöss. Inga underarter finns listade i Catalogue of Life.